# Eratigena boussalhami
Espèce
Eratigena boussalhami est une espèce d'araignées aranéomorphes de la famille des Agelenidae.

## Distribution
Cette espèce est endémique de la région Béni Mellal-Khénifra au Maroc,. Elle se rencontre dans la province d'Azilal à Beni Ayat dans la grotte La Perle de Beni Ayat.

## Description
La femelle holotype mesure 10,60 mm et la femelle paratype 11,60 mm.

## Systématique et taxinomie
Cette espèce a été décrite par Lecigne en 2025.

## Étymologie
Cette espèce est nommée en l'honneur d'Abdellah Boussalham.

## Publication originale
- Lecigne, Moutaouakil & Lips, 2025 : « Contribution to the knowledge of the spider fauna of Morocco (Arachnida: Araneae) – second note. On new species and new records from caves and miscellaneous terrestrial ecosystems. » Journal of the Belgian Arachnological Society, vol. 40, no 1 supplement, p. 1-184.